# Relativpronomen
Das Relativpronomen – auch: Relativ[um], bezügliches Fürwort – ist ein Wort, das einen Relativsatz einleitet und damit diesen Satztyp markiert. Gleichzeitig übernimmt es, als Pronomen, die Funktion einer Substantivgruppe, dient also als Subjekt oder Objekt im Relativsatz. Unter den Einleitungselementen von Relativsätzen sind Relativpronomen von Relativadverbien zu unterscheiden, da nur Pronomen für die substantivtypischen Merkmale Kasus, Numerus, Genus flektiert werden.
Relativpronomen (bzw. -adverbien) stellen nur eine von mehreren möglichen Strategien dar, Relativsätze zu bilden. Relativpronomen sind zwar in europäischen Sprachen verbreitet, insgesamt gesehen im Sprachvergleich jedoch ein eher exotisches Phänomen. Bei weitem die meisten Sprachen benutzen uneingeleitete Relativsätze. Daneben gibt es andere Typen von Einleitungselementen, die im Gegensatz zu Pronomen nicht flektierbar sind.

## Deutsche Sprache

### Formen der Relativpronomen

#### Der, die, das
Die Flexion dieses Relativpronomens stimmt vollständig mit der des Demonstrativpronomens der, die, das und weitgehend mit der des bestimmten Artikels überein; sie weicht von den Formen des Letzteren nur im Genitiv und in der Endung -en im Plural des Dativs ab.
| Kasus | Mask   | Neut   | Fem          | Pl           |
| ----- | ------ | ------ | ------------ | ------------ |
| Nom   | der    | das    | die          | die          |
| Akk   | den    | das    | die          | die          |
| Dat   | dem    | dem    | der          | denen        |
| Gen   | dessen | dessen | deren, derer | deren, derer |

Die von den Grammatikern des 19. Jahrhunderts formulierte Regel, wonach der Genitiv Plural des Relativpronomens einzig deren sei, wogegen der Genitiv Plural des Demonstrativpronomens je nach Funktion deren oder derer laute, hat sich nicht durchgesetzt und gilt mittlerweile als überwunden; die beiden Varianten sind frei austauschbar:
„Er hatte einige Zaubersprüche, deren er sich nicht mehr ganz entsinnen konnte.“
„Er hatte einige Zaubersprüche, derer er sich nicht mehr ganz entsinnen konnte.“
Das Demonstrativ- und das Relativpronomen gehören zu den wenigen Fällen in der deutschen Grammatik, in denen der Dativ (der) und der Genitiv (deren) im Femininum unterschiedliche Formen haben. Sonst trifft dies nur noch beim Personalpronomen (ihr; ihrer) zu.

#### Welcher, welche, welches
Welcher, welche, welches kann ebenfalls als Relativpronomen gebraucht werden – allerdings im Genitiv im Singular Maskulinum und Neutrum nicht und im Femininum sowie im Plural nur selten:
| Kasus | Mask    | Neut    | Fem       | Pl        |
| ----- | ------- | ------- | --------- | --------- |
| Nom   | welcher | welches | welche    | welche    |
| Akk   | welchen | welches | welche    | welche    |
| Dat   | welchem | welchem | welcher   | welchen   |
| Gen   | —       | —       | (welcher) | (welcher) |

Diese Pronomen werden insbesondere verwendet, um Wortwiederholungen durch Zusammentreffen von der, die, das mit einem gleichlautenden Artikel oder durch Relativsätze zweiter Ordnung zu vermeiden.
Beispiele:
„Der Mann, der der Straßenbahn nachlief … → Der Mann, welcher der Straßenbahn nachlief …“
„Die Frau, der der Hund gehört … → Die Frau, welcher der Hund gehört …“
„Das Kind, das das Spielzeug suchte … → Das Kind, welches das Spielzeug suchte …“
Diese Form findet sich fast ausschließlich in der Schriftsprache, in der gesprochenen Sprache kommt sie kaum vor. Manchmal wird welcher, welche, welches als stilistisch unschön, veraltet oder gestelzt bezeichnet. Im Schweizerhochdeutschen ist der relative Anschluss mittels welch- dagegen vergleichsweise beliebt.

#### Wer, was
Auch die Interrogativpronomen wer und was dienen als Relativpronomen.
| Kasus | Anim                    | Neut                    |
| ----- | ----------------------- | ----------------------- |
| Nom   | wer                     | was                     |
| Akk   | wen                     | was                     |
| Dat   | wem                     | (was)                   |
| Gen   | wessen; (veraltet:) wes | wessen; (veraltet:) wes |

Wer und was treten in freien Relativsätzen auf:
„Wer [= Derjenige/Diejenige, der/die] noch Fragen hat, soll sich melden.“
„Ich kaufe, was [= das, was] mir fehlt, nach der Arbeit ein.“
„Jeder soll bekommen, wessen er bedarf.“
„Wes das Herz voll ist, des gehet der Mund über.“ (Martin Luther)
„Ich sage das, wem ich will.“
„Ich frage, wen ich will.“
Was bezieht sich überdies auf Pronomen sowie substantivierte Adjektive mit neutralem Genus:
„Sie sah nur das, was sie sehen wollte.“
„Das ist alles, was ich dir anbieten kann.“
„Das ist das Schönste, was (oder das) ich je erlebt habe.“
Was bezieht sich auch auf einen ganzen übergeordneten Satz:
„Wir machten den ganzen Tag frei, was uns eigentlich nicht erlaubt war.“
In der Umgangssprache kommt was auch in Positionen vor, die standardsprachlich das erfordern:
„Das Kind, was sich beim Spielen verletzt hat.“

### Syntax der Relativpronomen
Das Relativpronomen leitet einen Relativsatz ein und trägt die Merkmale von Numerus und Genus des Substantivs, auf das es sich bezieht. Der Kasus des Relativpronomens richtet sich jedoch nach seiner grammatischen Funktion im Relativsatz.
Beispiel:
„Der Mann, dem ich noch Geld schulde, hat mir gestern einen Brief geschickt.“
In diesem Satz ist 
- dem = ein Relativpronomen
- Mann = das Wort im Hauptsatz, auf das sich das Relativpronomen bezieht
- dem ich noch Geld schulde = der Relativsatz

Die Dativform dem erscheint, weil das Verb schulden im Relativsatz einen Dativ an seiner Ergänzung verlangt; die Merkmale „maskulin, Singular“ der Form dem sind hingegen dadurch bedingt, dass das aufgenommene Substantiv Mann diese Merkmale hat.

### Abgrenzung zwischen Relativpronomen und Konjunktionen im Deutschen
In älteren Sprachstufen sowie in heutigen regionalen Varietäten des Deutschen kommen auch Relativsatz-Konjunktionen vor (traditionell auch Relativpartikeln genannt), die ein Relativpronomen begleiten oder ersetzen. Sie sehen oft oberflächlich wie Pronomen oder Adverbien aus. Sie unterscheiden sich von Pronomen am deutlichsten darin, dass ihre Form unveränderlich ist (wie etwa das was im zweiten Beispiel unten).
In alemannischen Dialekten und regionaler Umgangssprache werden Relativsätze mit dem Wort wo eingeleitet, zum Beispiel im Schwäbischen oder wie hier im Schweizerdeutschen:
- „D Lidia Egger isch em Güürps sini langjèèrig Privaatsekretèèrin, wo fasch sovil wäiss wie ire Scheff.“ (Viktor Schobinger)

Diese Verwendung von wo ist kein Adverb, sondern eine Konjunktion (siehe dazu unter Relativadverb #Abgrenzung zur Relativsatz-Konjunktion wo).
In anderen Dialekten, z. B. dem Wienerischen, tritt die ansonsten pronominale Form was als unveränderliches Wort in derselben relativen Funktion auf:
- „I schwitz unter mein Hut, den was i immer aufsetz, ob’s schön ist oder regnen tut.“ (Wolfgang Ambros)

Die Abfolge den was zeigt an, dass im Relativsatz zwei verschiedene Positionen mit satzeinleitender Funktion verfügbar sind. Sie werden in der deutschen Grammatik als „Vorfeld“ und danach „linke Klammer“ unterschieden, in der Linguistik auch als „Spezifikator“ und, danach folgend, „Komplementierer“ des Nebensatzes (für Einzelheiten siehe Complementizer #Leere Komplementierer). Neben der fehlenden Anpassung an das Genus des Bezugsworts ist also auch diese zweite Position von was ein Indiz für den Status als Konjunktion.
Das ältere Deutsch kennt so, das traditionell als Nota relationis bezeichnet wird. Es handelt sich ebenfalls nicht um ein Pronomen:
- „Wenn sie, so singen oder küssen, mehr als die Tiefgelahrten wissen.“ (Novalis)
- „Wie sich ein Vater über Kinder erbarmt, so erbarmt sich der Herr über die, so ihn fürchten.“ (Psalm 103, 13, Lutherbibel)

## Latein
Das Lateinische kennt qui „der, welcher“, quicumque „jeder, der; wer auch immer“ und quisquis „jeder, der; wer auch immer“. Wie im Deutschen werden die Relativpronomina gebeugt, allerdings auch im Plural.
| Numerus: | Singular | Singular | Singular | Plural | Plural | Plural |
| Kasus    | Mask     | Neut     | Fem      | Mask   | Neut   | Fem    |
| -------- | -------- | -------- | -------- | ------ | ------ | ------ |
| Nom      | qui      | quod     | quae     | qui    | quae   | quae   |
| Gen      | cuius    | cuius    | cuius    | quorum | quorum | quarum |
| Dat      | cui      | cui      | cui      | quibus | quibus | quibus |
| Akk      | quem     | quod     | quam     | quos   | quae   | quas   |
| Abl      | quo      | quo      | qua      | quibus | quibus | quibus |

## Englische Sprache

### Formen der Relativpronomen
Im Englischen werden die folgenden Formen als Relativpronomen verwendet:
|        | Subjekt | Objekt | Possessiv        |
| ------ | ------- | ------ | ---------------- |
| Person | who     | who(m) | whose            |
| Sache  | which   | which  | whose / of which |

Zusätzlich gibt es noch die Relativpronomen who-/which-/what(so)ever. Schließlich kann hauptsächlich für Sachen auch that verwendet werden. Über den Status von that gibt es in der Literatur keine eindeutige Meinung, ob es sich um ein Relativpronomen handelt oder nicht: Während einige Linguisten und vor allem traditionelle Grammatiken that als Relativpronomen oder Relativpartikel klassifizieren, betrachten andere Linguisten, speziell aus der generativen Schule, that möglicherweise als Complementizer oder Konjunktion.
Für den Gebrauch von Relativpronomen in der englischen Sprache ist zwischen notwendigen und nicht-notwendigen Relativsätzen zu unterscheiden (defining vs. non-defining relative clauses).

### Notwendige Relativsätze
Notwendige Relativsätze (auch bestimmende oder restriktive Relativsätze genannt) sind Relativsätze, die Auskünfte enthalten, die für das Verständnis des übergeordneten Satzes unentbehrlich sind. Notwendige Relativsätze werden nicht durch ein Komma oder eine Sprechpause vom Hauptsatz abgetrennt. Als Relativpronomen stehen alle Formen zur Verfügung, auch that.
Vertritt das Relativpronomen ein Subjekt, so steht für Personen who und für Sachen that oder which:
- The man who lives next door is very nice.
- This is the bag which/that I just bought.

Bei Konstruktionen mit Superlativen wird that auch in Bezug auf Personen verwendet:
- She was the best cook that ever lived in our town.

Wird ein Objekt vertreten, entfällt das Relativpronomen häufig (Kontaktsatz):
- I cannot do my duty without the woman (whom) I love. (Edward VIII.)
- Today I’ve finally received the letter (that/which) I had been expecting for weeks.

### Nicht-notwendige oder ergänzende Relativsätze
Nicht-notwendige Relativsätze (auch ergänzende Relativsätze genannt) sind Relativsätze, die erläuternde, entbehrliche Auskünfte enthalten. Sie werden vom Hauptsatz durch ein Komma und eine Sprechpause getrennt. Für die Einleitung eines nicht-notwendigen Relativsatzes muss immer ein Relativpronomen verwendet werden; die Bildung eines Kontaktsatzes ist nicht möglich. Als Relativpronomen stehen alle Pronomen außer that zur Verfügung.
- My mother, who is a very intelligent woman, is interested in English literature.
- My car, which always breaks down after a few miles, is now in a garage for repairs.